# مدرسة افتراضية

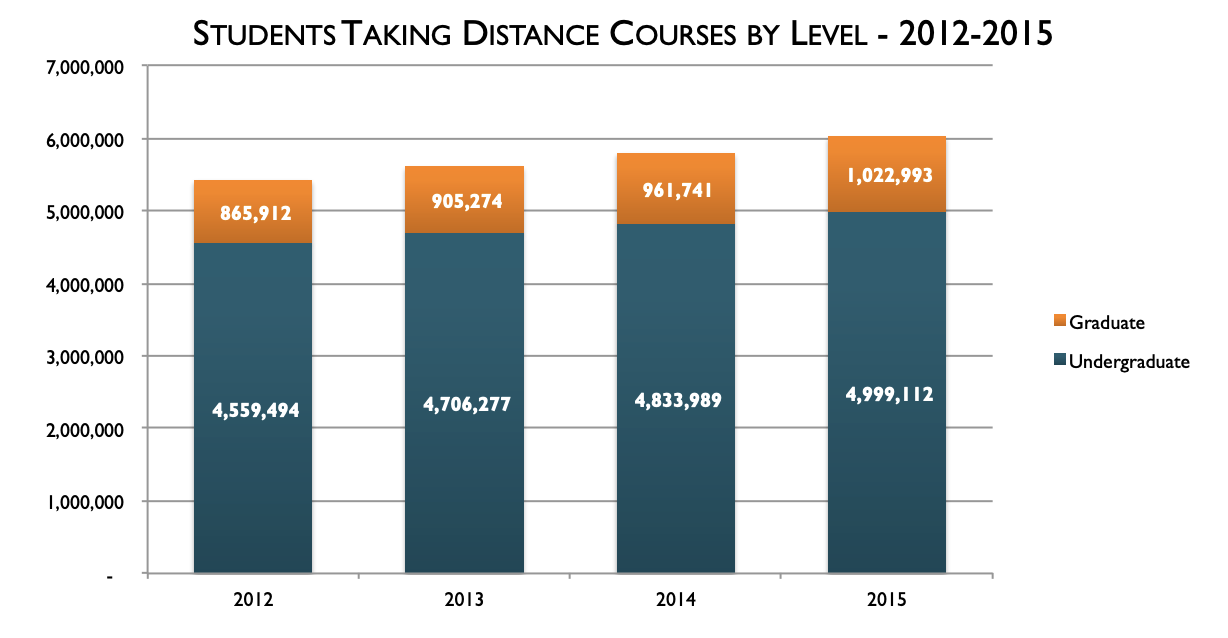

المدرسة الافتراضية هي مدرسة تحمل نفس صفات المدرسة الحقيقة إلا أنها في «واقع افتراضي» وذات فصول افتراضية، وطلابها يدرسون عن بُعد في أماكن متباعدة وأزمنة مختلفة، ولكن المعلميين حقيقيون يُعلمون ويعدون دروسهم عن بُعد ويتابعون يقيمون طلابهم عن بُعد.

## التعليم عن بعد
هو أحد طرق التعليم الحديثة نسبياً. ويعتمد مفهومه الأساسي على وجود المتعلم في مكان يختلف عن المصدر الذي قد يكون الكتاب أو المعلم أو حتى مجموعة الدارسين. وهو نقل برنامج تعليمي من موضعه في حرم مؤسسة تعليمية ما إلى أماكن متفرقة جغرافياً. ويهدف إلى جذب طلاب لا يستطيعون تحت الظروف العادية الاستمرار في برنامج تعليمي تقليدي.
المعلم الإلكتروني (بالإنجليزية: Virtual Teacher)‏ هو المعلم الذي يتفاعل مع المتعلم إلكترونيا، ويتولى أعباء الإشراف التعليمي على حسن سير التعلم. قد يكون هذا المعلم داخل مؤسسة تعليمية أو في منزله، وغالبا لا يرتبط هذا المعلم بوقت محدد للعمل وإنما يكون تعامله مع المؤسسة التعليمية بعدد المقررات التي يشرف عليها ويكون مسؤولا عنها وعدد الطلاب المسجلين لديه.
ويشترط في المعلم إجادته مهارات الحاسوب والانترنت ويكون قادر على التعليم والتدريب عن بعد ومجيدا لبرامج التعليم والتدريب عن بعد مواكبا للتطورات التكنولوجية متقنا لبرامج دمج التقينه في التعليم.